# باشاكلا (دشت سر)
باشاکلا (بالفارسية: پاشاکلا) هي قرية تقع في إيران في قسم دشت سر الريفي. يقدر عدد سكانها بـ 1,399 نسمة .